# Чжен Шупу
Чжен Шупу (кит. 郑述谱, пін. Zhèng Shùpǔ; нар. 10 березня 1940) — китайський учений-філолог, слов'яніст, укладач першого «Українсько-китайського словника» (1990).

## Життєпис
Народився у м. Лінькоу (провінція Хейлунцзян). Після закінчення кафедри іноземних мов (російська мова і література) Хейлунцзянського університету (1962), працював шкільним учителем до середини 1970-х років. Від 1976 року працював над російсько-китайським і китайсько-російським словниками. 1983 року запрошений на роботу до канадського науково-дослідницького Університету Макмастера, де працював до 1984 року.
Працював заступником директора російського відділення Університету провінції Хейлунцзян, заступником декана факультету, заступником директора Інституту словників, співпрацював із китайським Інститутом термінології; провадив дослідницьку роботу. Нагороджений премією за дисертацію «Семантика та лексикографія» (1987).
У 1995—2000 працював викладачем в аспірантурі, очолював різні лінгвістичні та мовні курси для студентів. Має близько 70 опублікованих наукових статей із лексикографії та термінології.
Від 2000 року — очільник кількох груп науковців-дослідників, що провадять роботу гуманітарного та соціального напрямку на замовлення міністерства освіти КНР.
У 1986–2000-х роках став автором, співавтором і редактором кількох енциклопедичних, тлумачних та двомовних словників. Деякі видання нагороджені національними та спеціальними преміями Китаю: Китайський енциклопедичний словник (1986), Китайський тлумачний словник (1999), три російсько-китайські та два українсько-китайські словники. Великий «Українсько-китайський словник» вийшов під редакцією Чжен Шупу 1990 року (у спіаавторстві з І. Чирко, друге видання 1999 року).
Співавтор (з 1998) Національного китайського словника, дослідник лексикографії. Віцепрезидент Асоціації перекладачів. Прибічник канадсько-китайської співпраці, поширювач прогресивних західних наукових теорій.
У 2013 році за участі Чжена Шупу вийшов «Новий українсько-китайський словник», що базується на українсько-російському словнику та «Українській радянській енциклопедії».
Головний редактор «Великого російсько-китайського словника нової ери» 2019 року.